# 11 november
11 november is de 315de dag van het jaar (316de dag in een schrikkeljaar) in de gregoriaanse kalender. Hierna volgen nog 50 dagen tot het einde van het jaar. Deze dag is in veel landen, waaronder België, een officiële feestdag ter nagedachtenis aan de Eerste Wereldoorlog van 1914-1918.

## Gebeurtenissen
- Algemeen

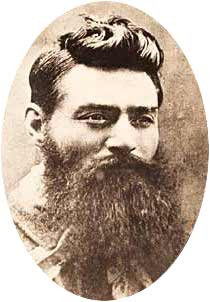
Ned Kelly op de dag voor zijn executie

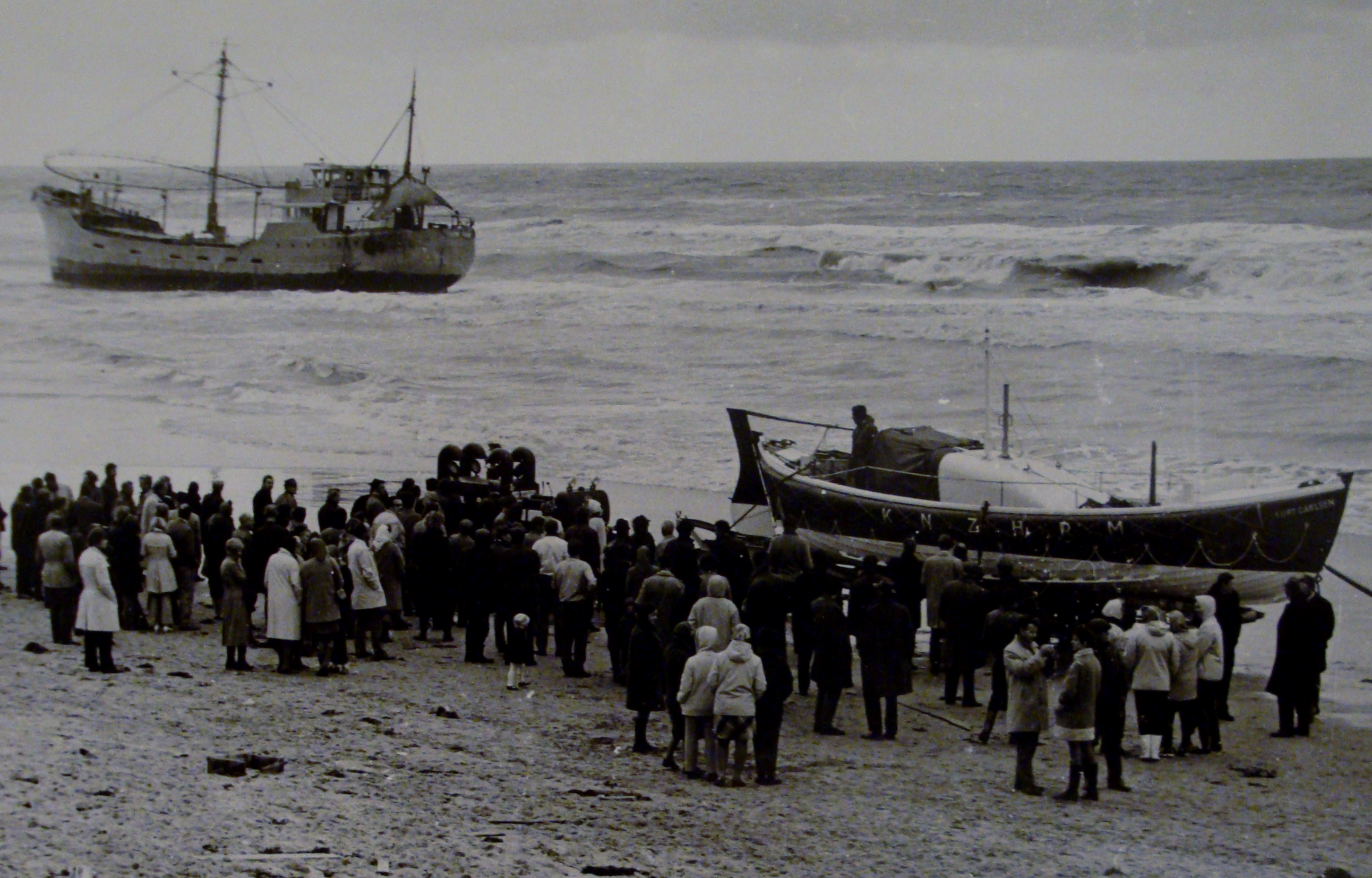
Zendschip MV King David, 11 november 1970, gestrand te Noordwijk.

  - 1593 - Albrecht van Nassau-Weilburg wordt opgevolgd door zijn zoons Lodewijk II, Willem en Johan Casimir.
  - 1880 - Ned Kelly, een Australische outlaw, wordt opgehangen in Melbourne.[1]
  - 2000 - Oprichting van Bits of Freedom, een onafhankelijke Nederlandse belangenorganisatie die opkomt voor digitale burgerrechten.
  - 2007 - Lazio-fan Gabriele Sandri sterft door politieschot. Hij werd hiermee de 14e Italiaanse voetbaldode.[1]
  - 2007 - Door een zeer zware storm breekt de Russische olietanker Volgoneft-139 in de buurt van de Russische havenstad Port Kavkaz doormidden en stroomt er zo'n 2000 ton stookolie in de Zwarte Zee. Ook 19 andere schepen lijden schipbreuk, waardoor er nog meer olie alsook zwavel in de zee terechtkomt. De olieramp dreigt zich via de Straat van Kertsj naar de Zee van Azov uit te breiden.
  - 2008 - Invoering van opsporingssysteem AMBER Alert in Nederland.[1]
  - 2009 - Onbekenden doden sjeikh Mohamed Abdi Aware in Bossasso, in het noorden van Somalië, vermoedelijk uit wraak voor het feit dat hij als rechter tientallen piraten, mensensmokkelaars en militante moslims achter de tralies heeft gezet in de semi-autonome regio Puntland.
  - 2013 - Bij een busongeval in het noordoosten van Zuid-Afrika komen 29 mensen om het leven. Het ongeval doet zich voor in de stad Kwaggafontein, ongeveer 100 kilometer ten noordoosten van Pretoria.
  - 2021 - Het Europees Milieuagentschap keurt twee nieuwe middelen tegen COVID-19 goed, Ronapreve en Regkirona.[2]
  - 2021 - Het Robert Koch Instituut meldt 50.196 nieuwe COVID-19-besmettingen in het afgelopen etmaal. Het is voor het eerst sinds het begin van de coronapandemie dat het aantal dagbesmettingen in Duitsland boven de 50.000 uitkomt.[3] (Lees verder)
  - 2021 - Het RIVM meldt 16.364 nieuwe COVID-19-besmettingen in het afgelopen etmaal, een recordhoog aantal dagbesmettingen in Nederland sinds het begin van de pandemie.[4] (Lees verder)
  - 2021 - In de buurt van de haven van Pozzallo redt de Italiaanse kustwacht bijna 400 migranten die op een vissersboot zitten. Tegelijkertijd krijgt het reddingsschip Ocean Viking toestemming om aan te meren in de haven van Augusta.[5]
- Kunst en cultuur
  - 2021 - Pianist, componist en dirigent Martin Fondse is gekozen tot Componist des Vaderlands, deze functie mag hij 2 jaar uitoefenen.[6]
- Infrastructuur
  - 2000 - De kabeltreinramp in Kaprun maakt 155 slachtoffers.
  - 2009 - Meldpunt 6061 van vervoersbedrijf RET wordt opgericht.
- Gezondheid
  - 1935 - António Egas Moniz voert de allereerste lobotomie uit.[1]
- Media
  - 1970 - Zendschip MV King David van Capital Radio strandt op de kust bij Noordwijk.
  - 2016 - Het ochtendprogramma GI:EL heeft na 12 jaar haar laatste radio-uitzending.
- Oorlog

- - 1914 - De Duitsers vallen Ieper opnieuw via Menen aan.[1]
  - 1918 - In de Eerste Wereldoorlog wordt een wapenstilstand bereikt.[1]
  - 1943 - In Oyonnax houdt het Franse verzet een herdenkingsdefilé als verzetsdaad.
- Politiek
  - 308 - Keizersconferentie van Carnuntum: Vredesberaad tussen Diocletianus, Maximianus en Galerius in Carnuntum (Pannonië).
  - 1889 - Washington wordt de 42e staat van de Verenigde Staten.[7]
  - 1918 - De Britse regering erkent de onafhankelijkheid van Letland.[1]
  - 1965 - Ian Smith wil niet aan de wensen van Groot-Brittannië voldoen en roept de onafhankelijkheid uit van Rhodesië.
  - 1975 - Malcolm Fraser wordt benoemd tot premier van Australië.
  - 1994 - Legerofficieren in de Afrikaanse staat Gambia pogen het militaire bewind van luitenant Yahya Jammeh tevergeefs omver te werpen.
  - 1998 - De oproerpolitie in Zimbabwe schiet een demonstrant dood tijdens hevige rellen in de oostelijke stad Mutare. In de hoofdstad Harare zijn de meeste fabrieken en kantoren gesloten vanwege een nationale staking tegen de verhoging van de benzineprijs met 67 procent.
  - 2010 - President Hugo Chávez van Venezuela promoveert generaal Henry Rangel tot hoogste commandant binnen het leger. De Verenigde Staten beschouwen Rangel als een van de belangrijkste steunpilaren van drugssmokkel door de Colombiaanse guerrillabeweging FARC.
- Religie
  - 1952 - De Bulgaarse rooms-katholieke bisschop Eugen Bossilkov (51) van Nicopolis en de priesters Kamen Vitchev (59), Pavel Djidjov (33), en Josaphat Chichov (68) worden gefusilleerd in een gevangenis in Sofia. Zij zijn in 1998 en 2002 zalig verklaard.
  - 1994 - Verheffing van het bisdom Bertoua in Kameroen tot aartsbisdom en promotie van de Nederlandse bisschop Lambert van Heygen tot aartsbisschop van Bertoua.
- Sport
  - 1970 - Middenvelder Johan Neeskens maakt zijn debuut voor het Nederlands voetbalelftal in de EK-kwalificatiewedstrijd in en tegen de DDR.
  - 2023 - Hoofdtrainer Phillip Cocu vertrekt bij voetbalclub Vitesse na een 1-3 thuisnederlaag tegen SC Heerenveen in de Eredivisie. Naar eigen zeggen voelde Cocu dat het team verandering nodig had.[8]
- Wetenschap en technologie
  - 1675 - De wiskundige Gottfried Wilhelm Leibniz demonstreert voor de eerste keer de integraalrekening.
  - 1925 - Robert Millikan bewijst het bestaan van kosmische straling.[1]
  - 1966 - Amerikaanse ruimtevaartorganisatie NASA lanceert de ruimtecapsule Gemini 12 met bemanningsleden de astronauten James A. Lovell en Edwin E. Aldrin. Het is de laatste missie van het Gemini ruimtevaartprogramma.[9]
  - 2021 - In een artikel in Nature Communications earth & environment melden wetenschappers dat uit onderzoek met de Large Binocular Telescope en de Lowell Discovery Telescope is gebleken dat de NEO (469219) Kamoʻoalewa opvallende gelijkenissen vertoont met silicaten die op de Maan zijn gevonden.[10][11]
  - 2022 - Lancering met een Lange Mars 6A raket van China Aerospace Science Corporation (CASC) vanaf Taiyuan Satellite Launch Center LC-9 in China van de Yunhai 3 missie met de gelijknamige onderzoekssatelliet. Details over de missie zijn (nog) niet bekend.[12]
  - 2023 - Lancering van een Falcon 9 raket van SpaceX vanaf Vandenberg Space Force Base SLC-4E voor de Transporter 9 missie met 113 satellieten.[13]
  - 2023 - Na een vlucht van 33 uur koppelt een Dragon ruimtevaartuig dat de Dragon CRS-2 SpX-29 missie uitvoert met het ISS. Er is bijna 3000 kg lading aan boord van het ruimtevrachtschip.[14]

## Geboren

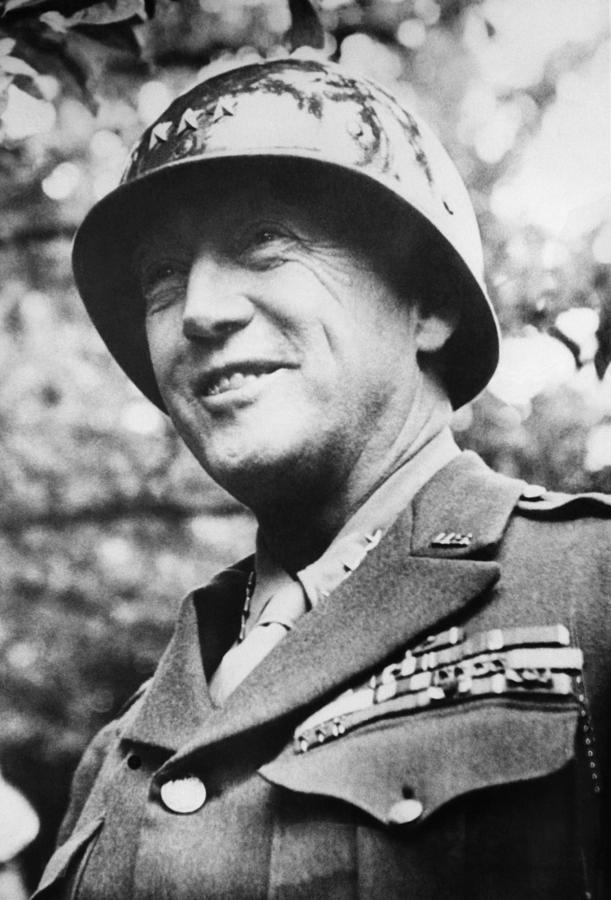
George Patton,
geboren in 1885

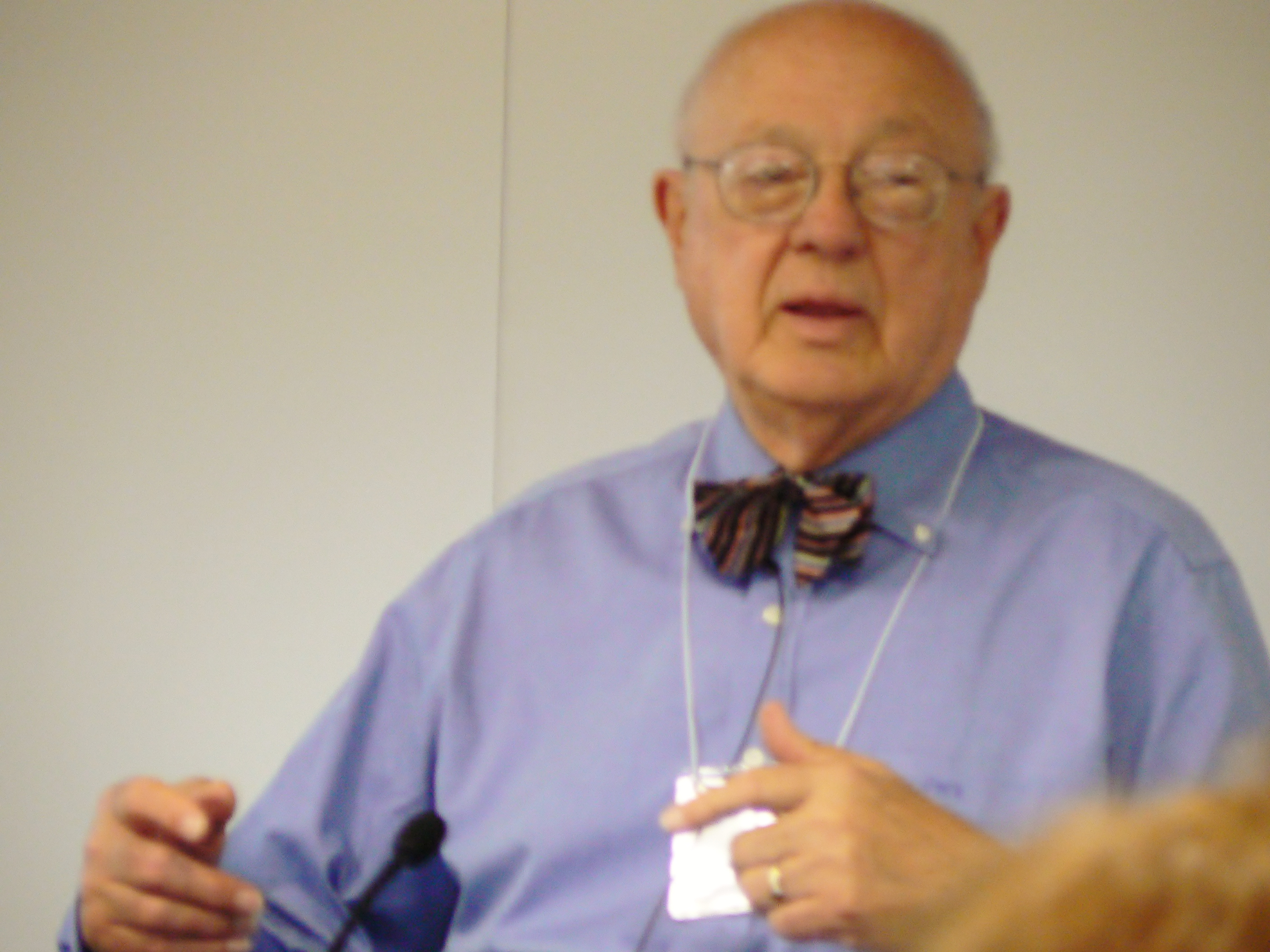
Charles W. Bachman,
geboren in 1924

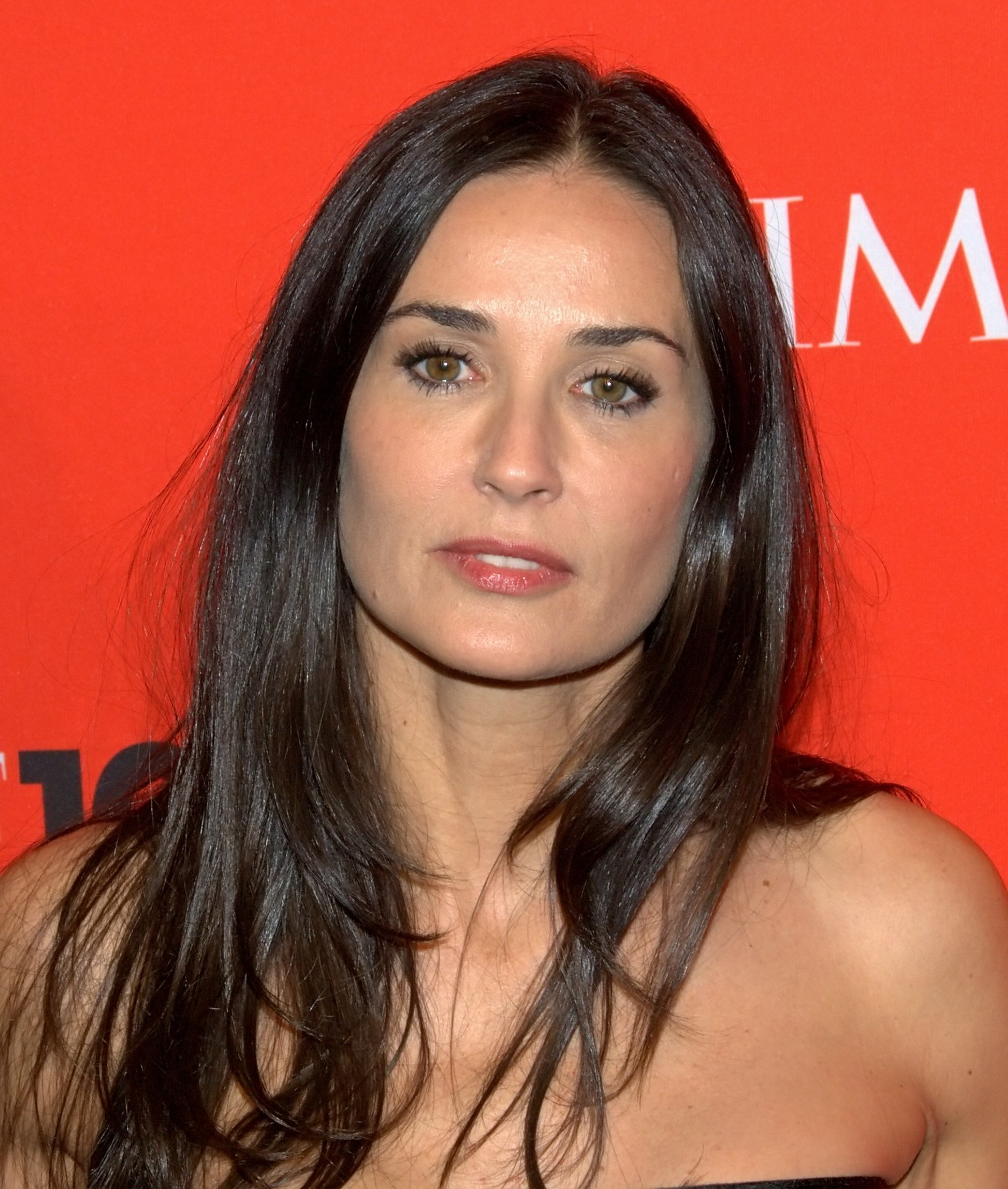
Demi Moore,
geboren in 1962

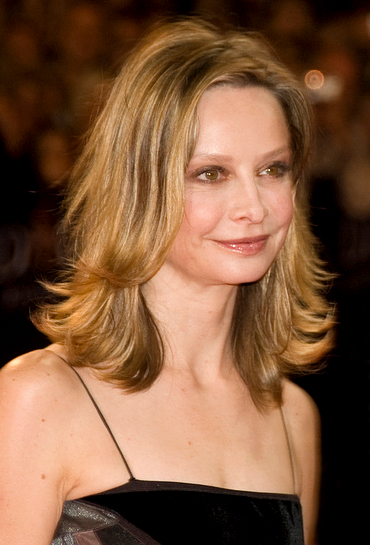
Calista Flockhart,
geboren in 1964

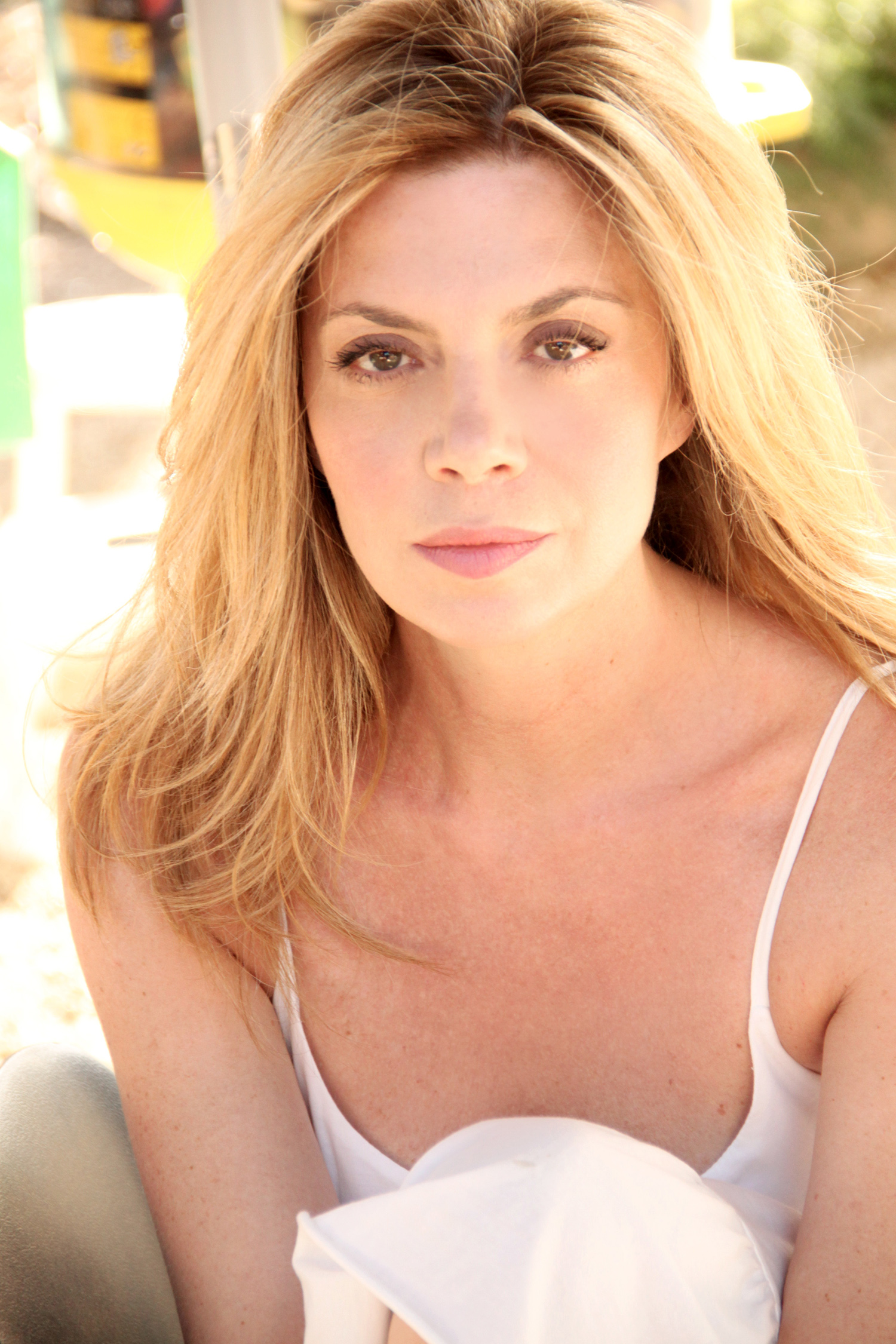
Benedicta Boccoli,
geboren in 1966

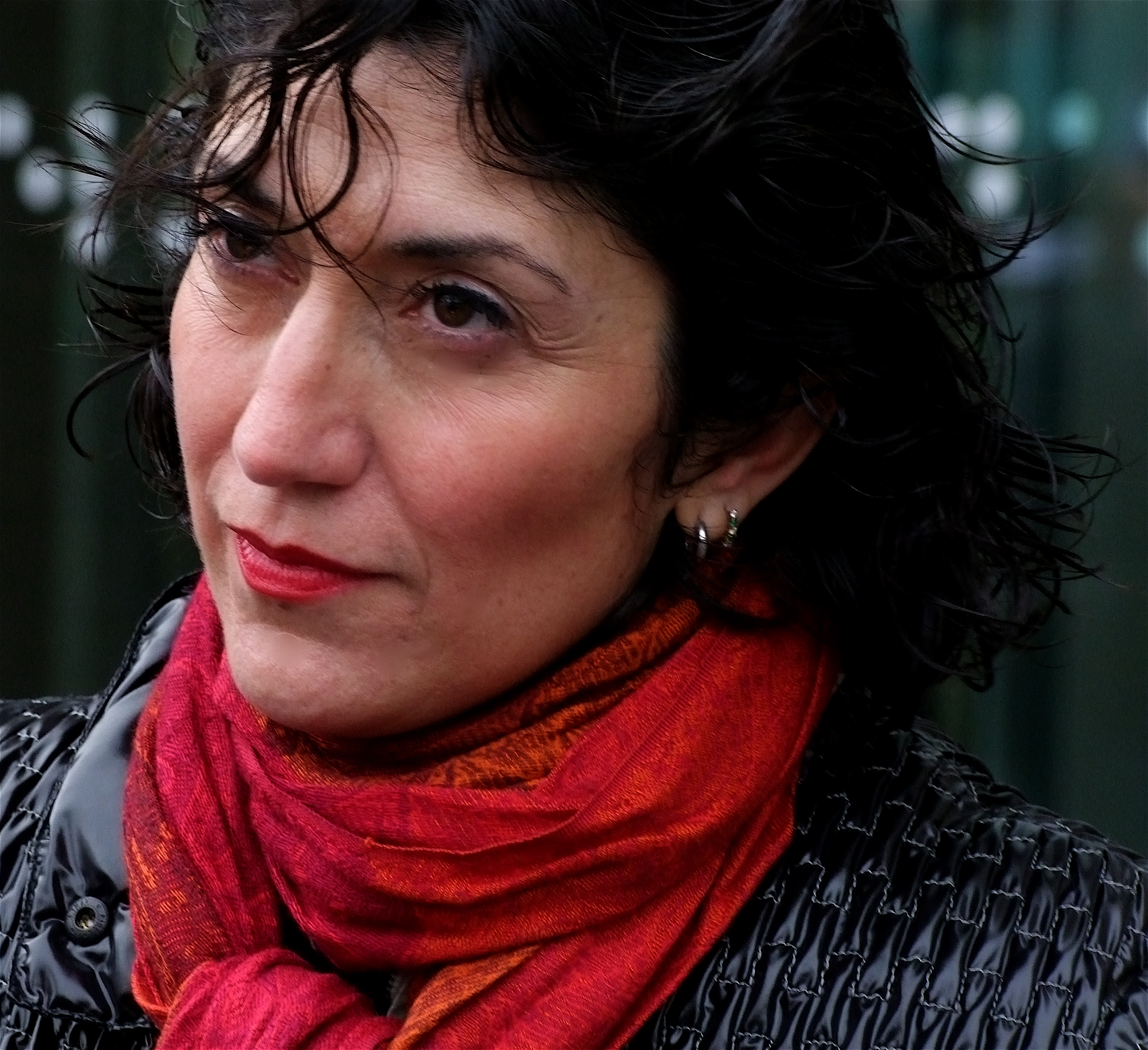
Nilgün Yerli,
geboren in 1969

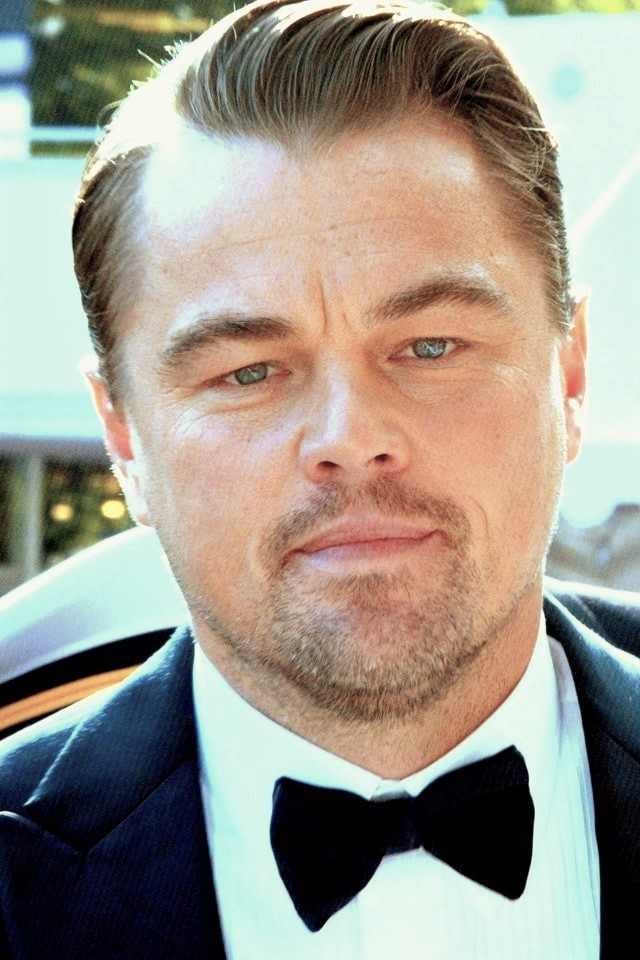
Leonardo DiCaprio,
geboren in 1974

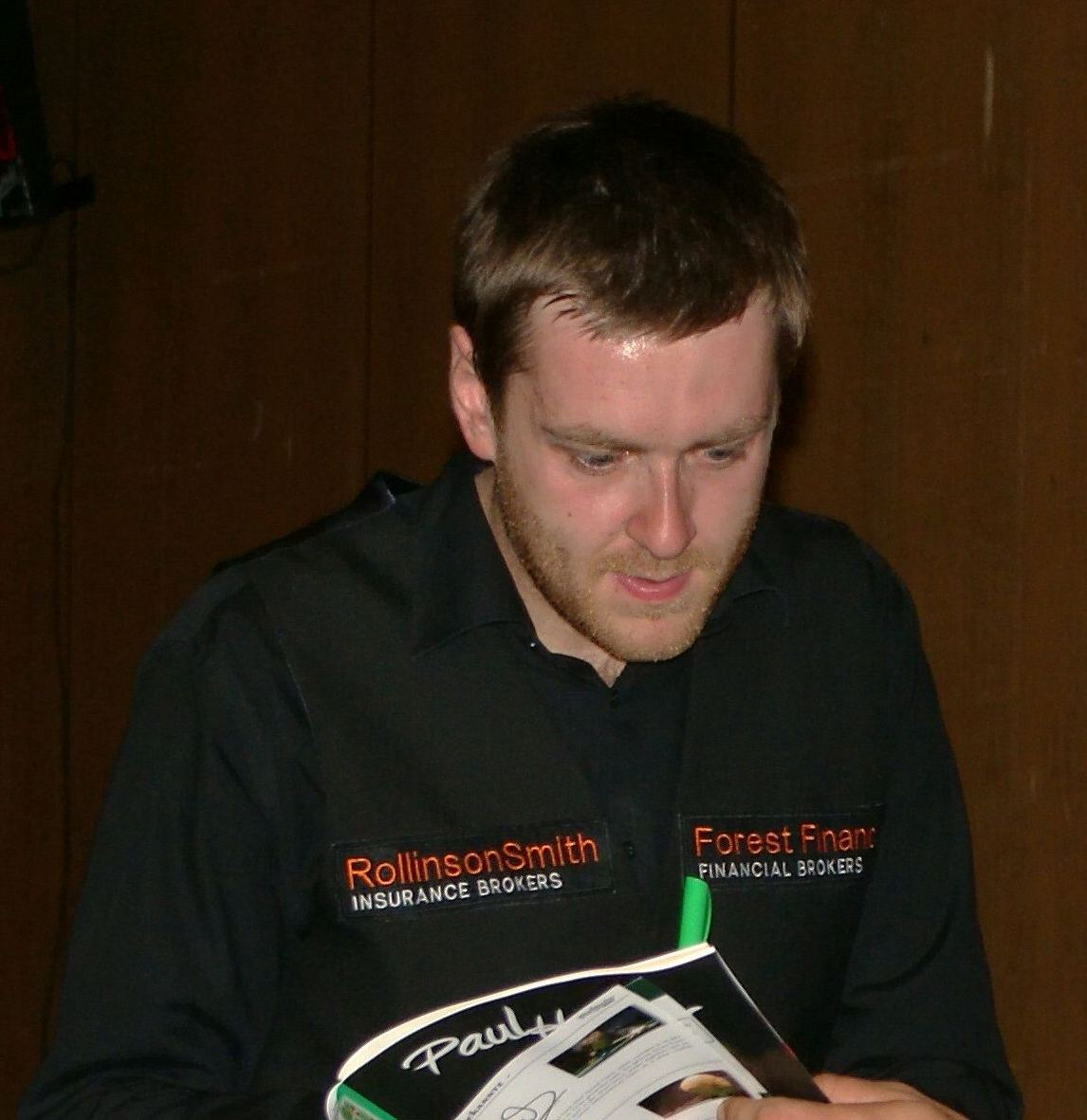
Ricky Walden,
geboren in 1982

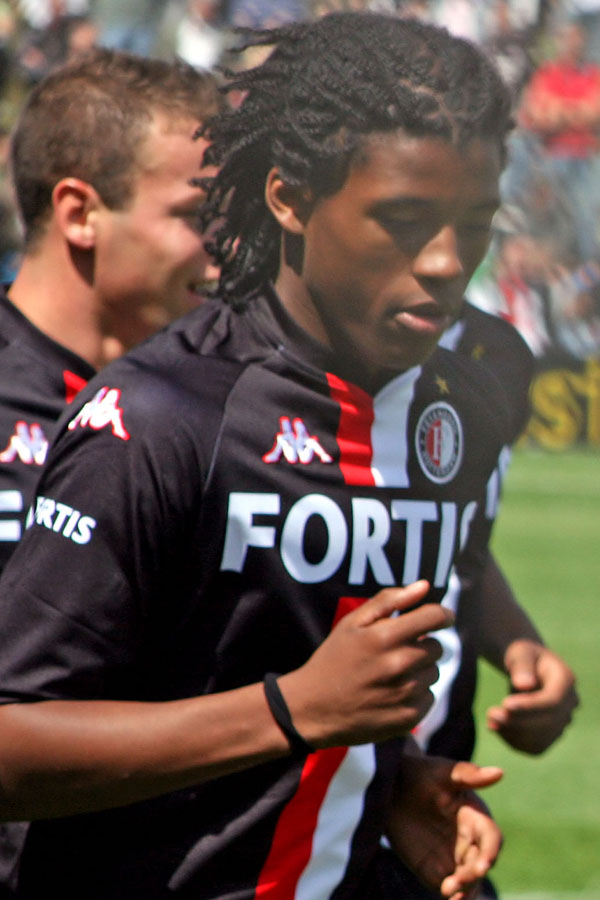
Georginio Wijnaldum,
geboren in 1990

- 1050 - Keizer Hendrik IV van het Heilig Roomse Rijk (overleden 1106)
- 1154 - Sancho I, koning van Portugal (overleden 1211)
- 1155 - Alfons VIII, koning van Castilië (overleden 1214)
- 1220 - Alfons van Poitiers (overleden 1271)
- 1491 - Martin Bucer, Duits theoloog (overleden 1551)
- 1493 - Paracelsus, arts en theoloog (overleden 1541)
- 1579 - Frans Snyders, Belgisch kunstschilder (overleden 1657)
- 1651 - Frederik Hendrik van Nassau-Siegen, Duits graaf, officier in het Staatse leger (overleden 1676)
- 1706 - Frederik Willem II van Nassau-Siegen, vorst van Nassau-Siegen (overleden 1734)
- 1743 - Carl Peter Thunberg, Zweeds wetenschapper (overleden 1828)
- 1744 - Abigail Adams, Amerikaans first lady (vrouw van John Adams) (overleden 1818)
- 1748 - Karel IV, koning van Spanje (overleden 1819)
- 1758 - Carl Friedrich Zelter, Duits componist en dirigent (overleden 1832)
- 1787 - Johannes Christiaan Schotel, Nederlands schilder (overleden 1838)
- 1791 - Martin Josef Munzinger, Zwitsers politicus en revolutionair (overleden 1855)
- 1808 - Petrus Johannes Schotel, Nederlands schilder (overleden 1865)
- 1821 - Fjodor Dostojevski, Russisch schrijver (overleden 1881)
- 1840 - Pietje Munsters, Nederlands misdaadslachtoffer (overleden 1910)
- 1858 - Martin Delgado, Filipijns generaal (overleden 1918)
- 1863 - Paul Signac, Frans schilder en graficus (overleden 1935)
- 1864 - Alfred Hermann Fried, Oostenrijks pacifist (overleden 1921)
- 1868 - Édouard Vuillard, Frans kunstschilder (overleden 1940)
- 1869 - Victor Emanuel III, koning van Italië, Ethiopië en Albanië (overleden 1947)
- 1872 - Claude Rivaz, Engels voetballer (overleden 1958)
- 1875 - Anatoli Loenatsjarski, Russisch politicus en auteur (overleden 1933)
- 1882 - Gustaaf VI Adolf, koning van Zweden (overleden 1973)
- 1883 - Wilhelm Hamacher, Duits politicus (overleden 1951)
- 1885 - George Patton, Amerikaans generaal in de Tweede Wereldoorlog (overleden 1945)
- 1885 - Mary Ryan, Amerikaans actrice (overleden 1948)
- 1888 - Johannes Itten, Zwitsers kunstschilder en kleurtheoreticus (overleden 1967)
- 1888 - Jan Lutz, Nederlands illustrator (overleden 1957)
- 1888 - Carlos Scarone, Uruguayaans voetballer (overleden 1965)
- 1889 - Marcel Buysse, Belgisch wielrenner (overleden 1939)
- 1889 - Tadeusz Synowiec, Pools voetballer (overleden 1960)
- 1889 - Vilhelm Wolfhagen, Deens voetballer (overleden 1958)
- 1893 - Paul van Zeeland, Belgisch advocaat en staatsman (overleden 1973)
- 1897 - Gordon Allport, Amerikaans psycholoog (overleden 1967)
- 1900 - Halina Konopacka, Pools atlete (overleden 1989)
- 1900 - Narciso Ramos, Filipijns politicus (overleden 1986)
- 1905 - Aad van Leeuwen, Nederlands sportjournalist (overleden 1987)
- 1906 - Andrzej Sołtan-Pereświat, Pools roeier (overleden 1939)
- 1909 - Piero Scotti, Italiaans autocoureur (overleden 1976)
- 1910 - Arnold Tilanus, Nederlands politicus (overleden 1996)
- 1911 - Martha Genenger, Duits zwemster (overleden 1995)
- 1911 - Roberto Matta, Chileens architect, schilder en beeldhouwer (overleden 2002)
- 1913 - Sun Yun-Suan, Taiwanees politicus (overleden 2006)
- 1915 - Willy Mignot, Nederlands beeldhouwer (overleden 1972)
- 1918 - Louise Tobin, Amerikaans jazzzangeres (overleden 2022)
- 1921 - Ron Greenwood, Engels voetballer en voetbaltrainer (overleden 2006)
- 1921 - Michel Pavić, Servisch voetballer en voetbalcoach (overleden 2005)
- 1922 - George Blake, Nederlands-Brits spion (overleden 2020)
- 1922 - Kurt Vonnegut, Amerikaans schrijver (overleden 2007)
- 1922 - Jo Zwaan, Nederlands atleet (overleden 2012)
- 1923 - William P. Murphy jr., Amerikaans medicus en uitvinder (overleden 2023)
- 1924 - Charles W. Bachman, Amerikaans informaticus (overleden 2017)
- 1924 - Harry Kuitert, Nederlands theoloog (overleden 2017)
- 1924 - Piet van der Sanden, Nederlands politicus (overleden 2015)
- 1925 - Kalle Svensson, Zweeds voetballer (overleden 2000)
- 1926 - Maria Teresa de Filippis, Italiaans autocoureur (overleden 2016)
- 1927 - Mose Allison, Amerikaans blueszanger (overleden 2016)
- 1928 - Carlos Fuentes, Mexicaans schrijver (overleden 2012)
- 1929 - Hans Magnus Enzensberger, Duits schrijver, dichter, vertaler en redacteur (overleden 2022)
- 1930 - Mildred Dresselhaus, Amerikaans natuurkundige (overleden 2017)
- 1930 - Fon Klement, Nederlands autodidactisch kunstenaar (overleden 2000)
- 1930 - Alevtina Koltsjina, Russisch langlaufer (overleden 2022)
- 1930 - Klaas Smit, Nederlands voetballer (overleden 2008)
- 1930 - Tom Struick van Bemmelen, Nederlands politicus (overleden 2021)
- 1931 - Pete Stark, Amerikaans democratisch politicus (overleden 2020)
- 1933 - Sammy Miller, Iers motorcoureur
- 1934 - Elżbieta Krzesińska, Pools atlete (overleden 2015)
- 1935 - Bibi Andersson, Zweeds actrice (overleden 2019)
- 1935 - John Patrick Foley, Amerikaans kardinaal (overleden 2011)
- 1935 - Sam McQuagg, Amerikaans autocoureur (overleden 2009)
- 1936 - Susan Kohner, Amerikaans actrice
- 1936 - John Reilly, Amerikaans acteur (overleden 2021)
- 1937 - Vittorio Brambilla, Italiaans autocoureur (overleden 2001)
- 1937 - Stephen Lewis, Canadees politicus en diplomaat
- 1938 - Ants Antson, Russisch schaatser (overleden 2015)
- 1938 - Christina Guirlande, Belgisch schrijfster
- 1940 - Barbara Boxer, Amerikaans politica
- 1940 - Louis Pilot, Luxemburgs voetballer en voetbalcoach (overleden 2016)
- 1942 - Jejomar Binay, Filipijns politicus
- 1943 - Jorien van den Herik, Nederlands ondernemer en ex-voorzitter van voetbalclub Feyenoord
- 1943 - Peter Hollestelle, Nederlands zanger
- 1943 - Karin Kent (Janneke Kanteman), Nederlands zangeres
- 1944 - Riek Bakker, Nederlands stedenbouwkundige
- 1944 - Luc Legros, Belgisch atleet
- 1944 - Per Ivar Moe, Noors schaatser
- 1944 - Kemal Sunal, Turks acteur (overleden 2000)
- 1945 - Walden Bello, Filipijns hoogleraar en activist
- 1945 - Daniel Ortega, president van Nicaragua
- 1946 - Della Bosiers, Belgisch zangeres
- 1946 - Al Holbert, Amerikaans autocoureur (overleden 1988)
- 1946 - Gerhard Kapl, Oostenrijks voetbalscheidsrechter (overleden 2011)
- 1947 - Vicente Feliú, Cubaans singer-songwriter, dichter en gitarist (overleden 2021)
- 1948 - Richard Fell, Brits politicus
- 1949 - Luc De Ryck, Belgisch politicus
- 1949 - Ferdi Joly, Nederlands gitarist en saxofonist
- 1949 - Dilip Sardjoe, Surinaams ondernemer (overleden 2023)
- 1951 - Kim Peek, Amerikaans persoon met het savantsyndroom (overleden 2009)
- 1954 - Erik Goris, Belgisch acteur
- 1955 - Filip De Man, Belgisch politicus en journalist
- 1955 - Friedrich Merz, Duits politicus (CDU) en jurist; bondskanselier vanaf mei 2025
- 1956 - Edgar Lungu, Zambiaans politicus en president (overleden 2025)
- 1957 - Ana Pastor Julián, Spaans politica
- 1958 - Paul Blanca, Nederlands fotograaf (overleden 2021)
- 1958 - Patrick De Witte, columnist en tv-programmamaker (overleden 2013)
- 1958 - John Devine, Iers voetballer
- 1960 - Marcel Koller, Zwitsers voetballer en voetbalcoach
- 1960 - Christian Prudhomme, Frans directeur van de Société du Tour de France
- 1960 - Stanley Tucci, Italiaans-Amerikaans acteur en regisseur
- 1962 - Rob Bauer, Nederlands militair; commandant der Strijdkrachten
- 1962 - Mic Michaeli, Zweeds toetsenist
- 1962 - Demi Moore, Amerikaans actrice
- 1963 - Sjaak Bral, Nederlands (Haags) cabaretier
- 1963 - Stefaan Van Laere, Belgisch auteur
- 1964 - Calista Flockhart, Amerikaans actrice
- 1965 - Kåre Ingebrigtsen, Noors voetballer
- 1965 - Aldair Santos do Nascimento, Braziliaans voetballer
- 1966 - Benedicta Boccoli, Italiaans actrice
- 1967 - Gil de Ferran, Braziliaans autocoureur (overleden 2023)
- 1967 - Alex de Jong, Nederlands schrijver
- 1968 - Chris Orbach, Amerikaans acteur, songwriter en zanger
- 1969 - Nilgün Yerli, Turks-Nederlands schrijfster en cabaretière
- 1970 - Francisco José Valero-Castells, Spaans componist, muziekpedagoog, dirigent en hoboïst
- 1973 - Tibor Dombi, Hongaars voetballer
- 1974 - Leonardo DiCaprio, Amerikaans acteur
- 1974 - Jarno Hams, Nederlands krachtsporter
- 1976 - Coen Boerman, Nederlands wielrenner
- 1976 - Martin Fabuš, Slowaaks voetballer
- 1976 - Gábor Kismarty-Lechner, Hongaars autocoureur
- 1977 - Arianna Follis, Italiaans langlaufster
- 1977 - Lo Ka Chun, Hongkongs autocoureur
- 1978 - Erik Edman, Zweeds voetballer
- 1980 - Lobke Berkhout, Nederlands zeilster
- 1981 - Natalie Glebova, Canadees-Russisch model
- 1981 - Guillaume van Luxemburg, erfgroothertog van Luxemburg
- 1981 - Johan Röjler, Zweeds schaatser
- 1982 - Alper Göbel, Nederlands voetballer
- 1982 - Asafa Powell, Jamaicaans atleet
- 1982 - Ricky Walden, Welsh snookerspeler
- 1983 - Leon Benko, Kroatisch voetballer
- 1983 - Matteo Bono, Italiaans wielrenner
- 1983 - Arouna Koné, Ivoriaans voetballer
- 1983 - Philipp Lahm, Duits voetballer
- 1983 - Charlotte Vandermeersch, Belgisch actrice
- 1983 - Hironobu Yasuda, Japans autocoureur
- 1984 - Julian Theobald, Duits autocoureur
- 1985 - Luton Shelton, Jamaicaans voetballer (overleden 2021)
- 1986 - Jon Batiste, Amerikaans singer-songwriter, bandleider en tv-persoonlijkheid
- 1986 - Eirik Brandsdal, Noors langlaufer
- 1986 - Ben Youssef Méité, Ivoriaans atleet
- 1986 - Jeffrey Riseley, Australisch atleet
- 1988 - Hein Otterspeer, Nederlands langebaanschaatser
- 1988 - Gréta Salóme Stefánsdóttir, IJslands zangeres
- 1989 - Mohamed Ali, Somalisch-Nederlands atleet
- 1989 - Adam Rippon, Amerikaans kunstschaatser
- 1989 - Lewis Williamson, Brits autocoureur
- 1990 - Tom Dumoulin, Nederlands wielrenner
- 1990 - Chantal Molenkamp, Nederlands zwemster
- 1990 - Vincent Weijl, Nederlands voetballer
- 1990 - Georginio Wijnaldum, Nederlands voetballer
- 1991 - Florent Claude, Frans-Belgisch biatleet
- 1991 - Julia Lier, Duits roeister
- 1992 - Iris Kroes, Nederlands zangeres en harpiste
- 1993 - Christian Fassnacht, Zwitsers voetballer
- 1993 - Giovanni Hiwat, Nederlands voetballer
- 1993 - Jamaal Lascelles, Engels voetballer
- 1993 - Vicky Piria, Italiaans autocoureur
- 1993 - Aleksandar Radovanović, Servisch voetballer
- 1993 - Dion Watson, Amerikaans-Liberiaans voetballer
- 1994 - Denis Bouanga, Gabonees-Frans voetballer
- 1994 - Line Haugsted, Deens handbalster
- 1994 - Jiri11, Nederlands flamencogitarist, rapper en muziekproducent
- 1994 - Cedric Omoigui, Nigeriaans voetballer
- 1994 - Jamie Robinson, Noord-Iers voetbalscheidsrechter
- 1994 - Romano van der Stoep, Nederlands voetballer
- 1995 - Ali Alipour, Iraans voetballer
- 1995 - Kaloudis Lemonis, Grieks voetballer
- 1996 - Adam Andersson, Zweeds voetballer
- 1996 - Kiril Despodov, Bulgaars voetballer
- 1996 - Gianluca Gaudino, Duits-Italiaans voetballer
- 1996 - Ryan Kent, Schots voetballer
- 1996 - Robin Le Normand, Frans voetballer
- 1996 - Adam Ounas, Algerijns voetballer
- 1996 - Linus Wahlqvist, Zweeds voetballer
- 1998 - Callum Ilott, Brits autocoureur
- 2001 - Bartosz Białek, Pools voetballer
- 2001 - Diljá Ýr Zomers, IJslands-Nederlands voetbalster
- 2002 - Mia Lakenmacher, Duits handbalster
- 2004 - Norman Bassette, Frans voetballer
- 2004 - Rowan Besselink, Nederlands voetballer
- 2005 - Alex Dunne, Iers autocoureur

## Overleden

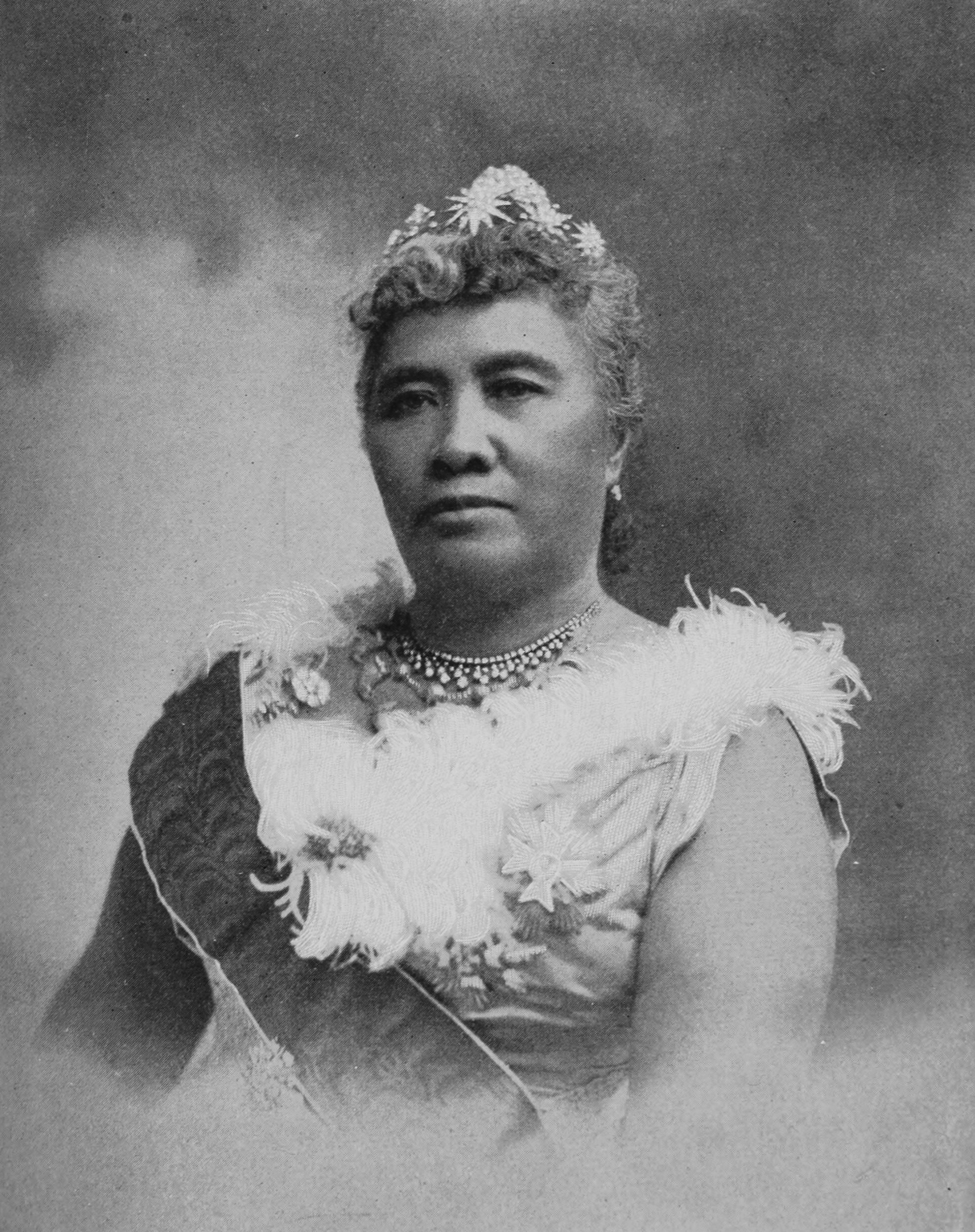
Liliuokalani,
overleden in 1917

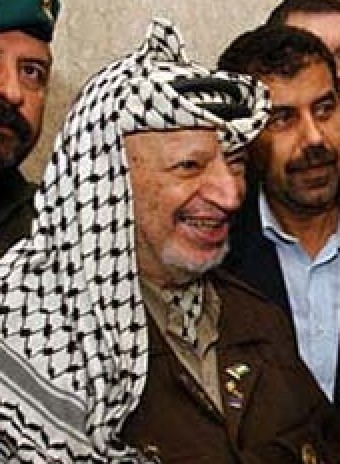
Yasser Arafat,
overleden in 2004

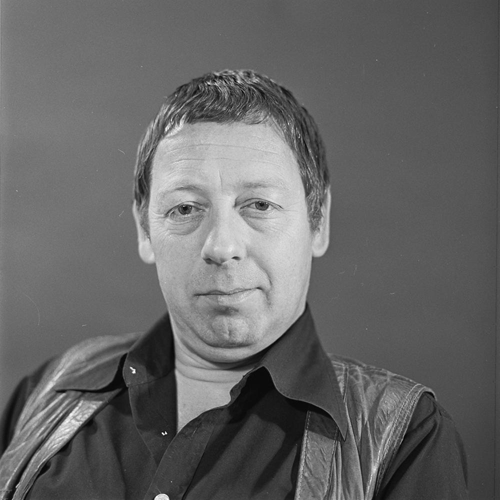
Cees van Oyen,
overleden in 2007

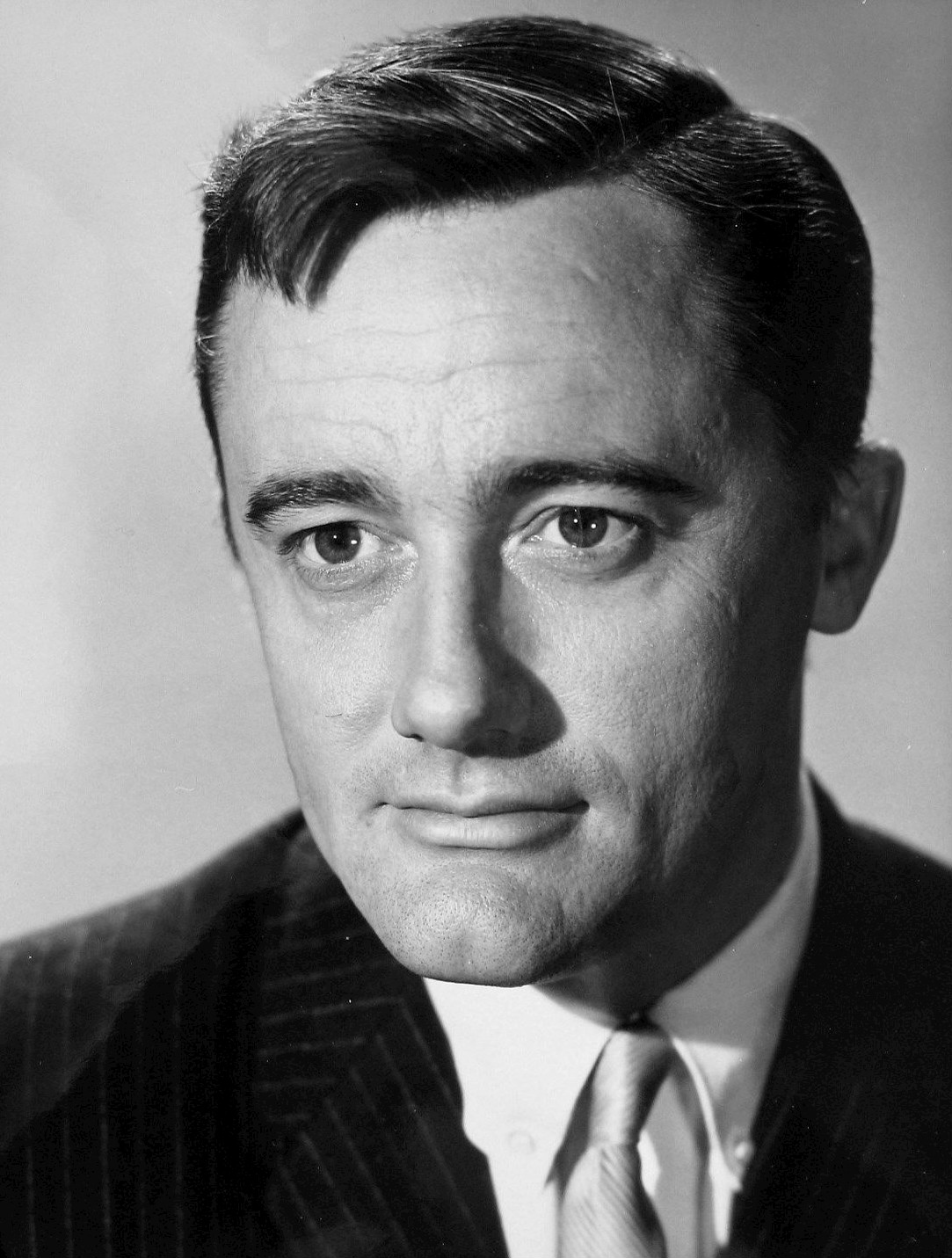
Robert Vaughn,
overleden in 2016

- 1593 - Albrecht van Nassau-Weilburg (55), graaf van Nassau-Weilburg
- 1605 - Doecke Martena (75), Fries vrijheidsstrijder
- 1623 - Philippe du Plessis-Mornay (74), Frans theoloog
- 1638 - Cornelis Cornelisz. van Haarlem (76), Nederlands kunstschilder
- 1675 - Goeroe Tegh Bahadur (64), negende goeroe van het sikhisme
- 1686 - Otto von Guericke (83), Duits natuurkundige
- 1810 - Johann Zoffany, Duits-Engels kunstschilder
- 1817 - Francisco Javier Mina (28), Spaans-Mexicaans onafhankelijkheidsstrijder
- 1843 - Thomas Braidwood Wilson (circa 51), chirurg en ontdekkingsreiziger
- 1855 - Søren Kierkegaard (42), Deens filosoof
- 1861 - Koning Peter V van Portugal (24)
- 1880 - Ned Kelly (25), Australisch outlaw
- 1884 - Alfred Brehm (55), Duits zoöloog, ornitholoog en publicist
- 1917 - Liliuokalani (79), koningin en de laatste monarch van het koninkrijk Hawaï
- 1918 - George Lawrence Price (25), Canadees soldaat
- 1919 - Felix von Hartmann (67), Duits kardinaal-aartsbisschop van Keulen
- 1937 - Sergej Tsjavajn (49), Mari dichter en (toneel)schrijver
- 1938 - Mary Mallon (69), 1e drager van het tyfus-virus
- 1940 - Karel Frederik Wenckebach (76), Nederlands hoogleraar geneeskunde
- 1944 - Casper Naber (38), Nederlands verzetsstrijder
- 1950 - Pierre-Jules Boulanger (65), Frans ingenieur
- 1951 - Mack Hellings (36), Amerikaans autocoureur
- 1951 - Jan Kosters (77), Nederlands hoogleraar
- 1953 - Irene van Hessen-Darmstadt (87), Duits prinses
- 1956 - Hiram Tuttle (73), Amerikaans ruiter
- 1956 - Welmoet Wijnaendts Francken-Dyserinck (80), Nederlands journaliste en feministe
- 1969 - Jack Torrance (57), Amerikaans atleet
- 1973 - Artturi Ilmari Virtanen (78), Fins biochemicus
- 1984 - Lucas van der Land (61), Nederlands politicoloog
- 1985 - Zacharias Anthonisse (79), Nederlands hoogleraar theologie
- 1985 - Tonny More (63), Nederlands gitarist-zanger
- 1990 - Attilio Demaría (81), Italiaans-Argentijns voetballer
- 1990 - Yannis Rítsos (81), Grieks dichter
- 1993 - Barend Lempke (91), Nederlands lepidopterist
- 1994 - Elizabeth Maconchy (87), Brits componiste
- 1994 - Dieter Wiedenmann (37), West-Duits roeier
- 1996 - Thijs Mauve (80), Nederlands kunstenaar
- 1996 - Haye Thomas (60), Nederlands journalist
- 1997 - Rod Milburn (47), Amerikaans atleet
- 1998 - Gérard Grisey (52), Frans componist
- 1998 - Pi Veriss (82), Nederlands componist en tekstschrijver
- 1999 - Mary Kay Bergman (38), Amerikaans stemactrice
- 1999 - Lodewijk Prins (86), Nederlands schaker
- 1999 - Jacobo Timerman (76), Argentijns journalist, publicist, uitgever en mensenrechtenactivist
- 2000 - Peter Cabus (77), Belgisch componist
- 2000 - Hugo Pos (86), Surinaams jurist en schrijver
- 2002 - Gust Gils (78), Belgisch dichter
- 2003 - Robert Brown (82), Brits acteur
- 2003 - Paul Janssen (77), Belgisch arts en farmacoloog
- 2004 - Yasser Arafat (75), president van de Palestijnse Autoriteit
- 2004 - Martijn Verbrugge (46), Nederlands bestuurder
- 2005 - Moustapha Akkad (75), Syrisch-Amerikaans regisseur en filmproducent
- 2005 - Patrick Anson (66), Brits fotograaf
- 2005 - Maurits Coppieters (85), Belgisch politicus
- 2005 - Izzat Ibrahim ad-Douri (63), Iraaks legerleider
- 2005 - Peter Drucker (95), Amerikaans schrijver, bedrijfskundige en consultant
- 2006 - Belinda Emmett (32), Australische actrice
- 2007 - Yukio Hayashida (91), Japans politicus
- 2007 - Delbert Mann (87), Amerikaans regisseur
- 2007 - Cees van Oyen (71), Nederlands (stem)acteur
- 2008 - Alessandro Maggiolini (77), Italiaans bisschop
- 2011 - Francisco Blake Mora (45), Mexicaans politicus
- 2011 - Cor du Buy (90), Nederlands tafeltennisser
- 2011 - Georges Papy (91), Belgisch wiskundige
- 2012 - Victor Mees (85), Belgisch voetballer
- 2012 - Hans Valk (84), Nederlands militair
- 2013 - Domenico Bartolucci (96), Italiaans geestelijke, priester en dirigent
- 2013 - Shirley Mitchell (94), Amerikaans actrice
- 2014 - Carol Ann Susi (62), Amerikaans actrice
- 2015 - Olivier Guillou (51), Frans voetbalcoach
- 2015 - Leon Melchior (88), Belgisch ondernemer
- 2015 - Peter Molendijk (91), Nederlands burgemeester
- 2016 - Victor Bailey (56), Amerikaans jazzbassist
- 2016 - Robert Vaughn (83), Amerikaans acteur en regisseur
- 2017 - Paul Nieuwenhuis (80), Nederlands hoogleraar
- 2017 - Freddie Williams (81), Brits dartsomroeper
- 2018 - Joop Hueting (91), Nederlands militair en psycholoog
- 2018 - Jaap Valken (92), Nederlands politiefunctionaris
- 2019 - Winston Lackin (64), Surinaams minister
- 2019 - Ilse Starkenburg (56), Nederlands dichteres
- 2019 - Wim Zwiers (98), Nederlands schilder en graphicus
- 2021 - Graeme Edge (80), Brits musicus
- 2021 - Frederik Willem de Klerk (85), Zuid-Afrikaans politicus en president van Zuid-Afrika (1989-1994)
- 2022 - John Aniston (89), Grieks-Amerikaans acteur
- 2022 - Jacques De Coster (77), Belgisch politicus
- 2022 - Keith Levene (65), Brits gitarist en componist
- 2022 - Klaas Samplonius (75), Nederlands journalist en presentator
- 2023 - Raphael Dwamena (28), Ghanees profvoetballer
- 2023 - Dimitrie Popescu (62), Roemeens roeier
- 2023 - Karel Schwarzenberg (85), Tsjechisch politicus en diplomaat
- 2024 - Frank Auerbach (93), Brits-Duits kunstschilder
- 2024 - Walter Dahn (70), Duits kunstschilder, fotograaf en musicus
- 2024 - Christian Godard (92), Frans striptekenaar

## Viering/herdenking

Onafhankelijkheidsdag Angola

Onafhankelijkheidsdag Polen

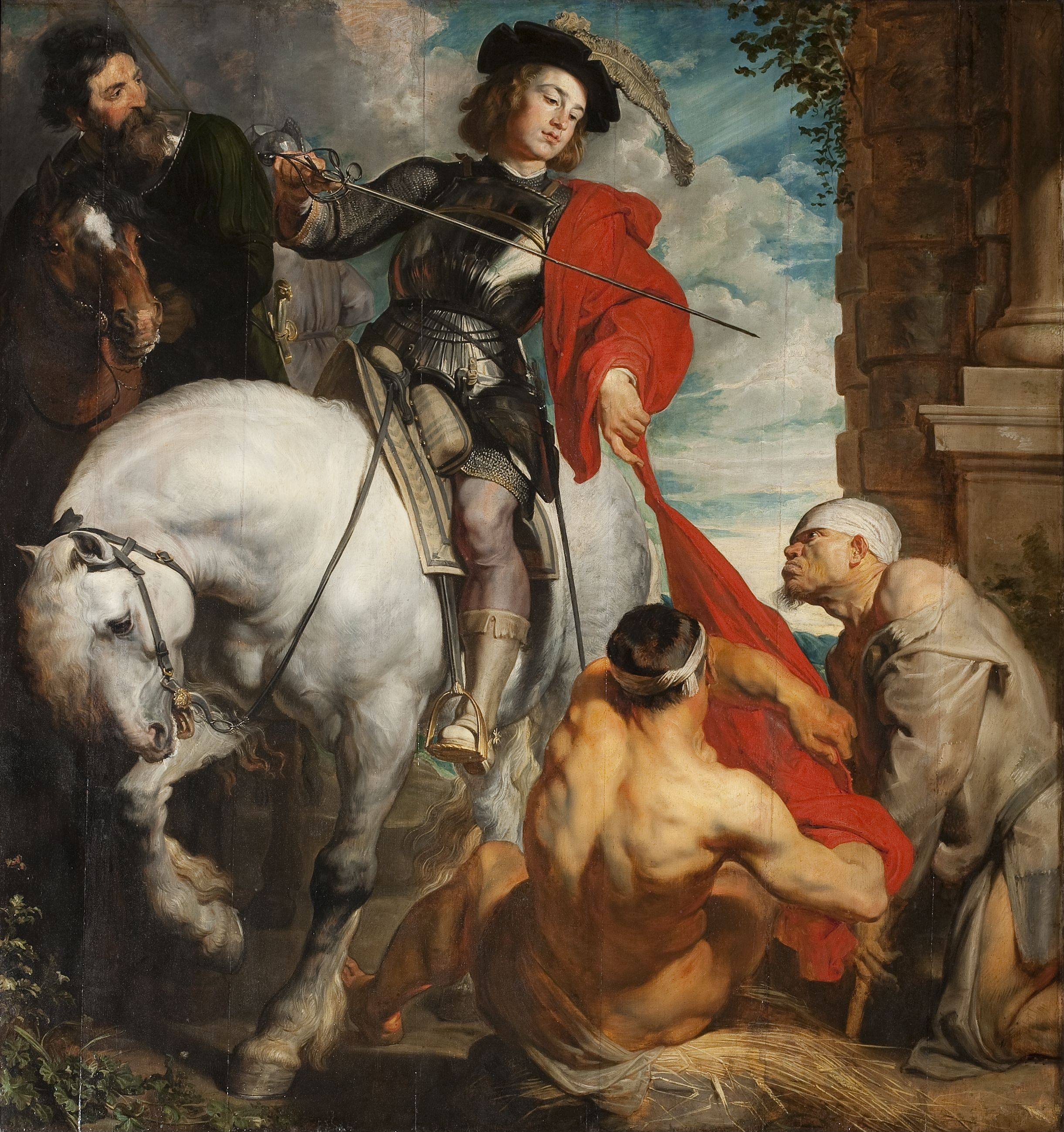
H. Martinus van Tours

- Wapenstilstandsdag - einde van de Eerste Wereldoorlog. In België, Frankrijk en Servië een officiële feestdag.
- Viering van Sint Maarten in sommige streken van Vlaanderen en Nederland.
- Chlauschlöpfen
- Feestdag van het eiland Sint Maarten.
- Begin van het carnavalsseizoen (11e van de 11e): op 11 november, om 11.11 uur, worden de eerste vergaderingen van de Raden van Elf gehouden, ter voorbereiding op het komende carnaval.[15]
- België Nationale Vrouwendag Furia, 1972
- Internationale Dag van de Wetenschap.
- Vrijgezellendag
- Remembrance Day, Verenigd Koninkrijk en Brits Gemenebest.
- Veterans Day, Verenigde Staten
- Polen Onafhankelijkheidsdag 1918
- Angola Onafhankelijkheidsdag 1975
- Rooms-katholieke kalender:
  - Heilige Martinus van Tours, patroon van de kleermakers († 397) - Gedachtenis
  - Heilige Bartholomeüs van Rossano († 1065)
  - Heilige Bertwin (van Malonne) († c. 698)
  - Heilige Menas van Alexandrië († c. 309)
  - Heilige Theodorus Studita († 826)

## Weerextremen

### Nederland
| | Officiële records | Officiële records | Officiële records |      | Landelijke records | Landelijke records | Landelijke records     |
| Gebeurtenis | Jaar              | Extreem           | Locatie           | Jaar | Extreem            | Locatie            |                        |
| --- | ----------------- | ----------------- | ----------------- | ---- | ------------------ | ------------------ | ---------------------- |
| Laagste etmaalgemiddelde temperatuur (°C) | 1919              | −2,0              | De Bilt           |      | 1919               | −4,0               | Eelde                  |
| Hoogste etmaalgemiddelde temperatuur (°C) | 1977              | 13,6              | De Bilt           |      | 1988               | 14,0               | Eindhoven              |
| Laagste minimumtemperatuur (°C) | 1908              | −6,5              | De Bilt           |      | 1908               | −7,4               | Eelde                  |
| Hoogste minimumtemperatuur (°C) | 1988              | 12,0              | De Bilt           |      | 2015               | 13,3               | Vlieland               |
| Laagste maximumtemperatuur (°C) | 1919              | 0,4               | De Bilt           |      | 1919               | −2,7               | Eelde                  |
| Hoogste maximumtemperatuur (°C) | 1995              | 15,4              | De Bilt           |      | 1995               | 18,1               | Westdorpe              |
| Hoogste uurgemiddelde windsnelheid (m/s) | 1912              | 17,0              | De Bilt           |      | 1914               | 26,8               | Vlissingen             |
| Hoogste windstoot (m/s) | 1954, 1992        | 21,1              | De Bilt           |      | 1992               | 30,9               | Maastricht, Vlissingen |
| Langste zonneschijnduur (uur) | 1971              | 8,7               | De Bilt           |      | 1971               | 8,7                | De Bilt                |
| Langste neerslagduur (uur) | 1991              | 12,2              | De Bilt           |      | 1991               | 17,2               | Twenthe                |
| Hoogste etmaalsom van de neerslag (mm) | 2006              | 22,5              | De Bilt           |      | 1992               | 27,3               | Lauwersoog             |
| Laagste etmaalgemiddelde relatieve vochtigheid (%) | 1921              | 63                | De Bilt           |      | 1985               | 59                 | Vlissingen             |
| Laagste uurwaarde luchtdruk op zeeniveau (hPa) | 1912              | 971,9             | De Bilt           |      | 1912               | 968,6              | De Kooy                |
| Hoogste uurwaarde luchtdruk op zeeniveau (hPa) | 1999              | 1035,8            | De Bilt           |      | 1999               | 1037,9             | Hoorn Terschelling     |
| Officiële records worden altijd gemeten op het KNMI-weerstation in De Bilt. Landelijke records kunnen worden gemeten op elk officieel KNMI-weerstation in Nederland. |                   |                   |                   |      |                    |                    |                        |

Uitzonderlijke gebeurtenissen
- 1913 - Laatste landelijke zachte dag van het jaar gemeten in Maastricht (maximumtemperatuur ≥ 15 °C op een officieel weerstation)
- 1951 - Laatste landelijke zachte dag van het jaar gemeten in Eindhoven (maximumtemperatuur ≥ 15 °C op een officieel weerstation)
- 1955 - Laatste landelijke zachte dag van het jaar gemeten in Eindhoven, Gilze-Rijen, Maastricht, Soesterberg en Twenthe (maximumtemperatuur ≥ 15 °C op een officieel weerstation)
- 1971 - Officieel maandrecord langste zonneschijnduur in uren van november gemeten in De Bilt: 8,7. Samen met 1 november 1943 en 2 november 1980
- 1988 - Laatste landelijke zachte dag van het jaar gemeten in Eindhoven en Maastricht (maximumtemperatuur ≥ 15 °C op een officieel weerstation)
- 2008 - Laatste landelijke zachte dag van het jaar gemeten in Arcen, Eindhoven, Ell, Gilze-Rijen, Hupsel, Maastricht, Twenthe en Volkel (maximumtemperatuur ≥ 15 °C op een officieel weerstation)

### België
Dagrecords
- 1864 - Laagste etmaalgemiddelde temperatuur −2,5 °C
- 1977 - Hoogste etmaalgemiddelde temperatuur 13,9 °C
- 1864 - Laagste minimumtemperatuur −6,1 °C
- 1995 - Hoogste maximumtemperatuur 18,3 °C
- 1940 - Hoogste etmaalsom van de neerslag 24,2 mm

Uitzonderlijke gebeurtenissen
- 1992 - Storm veroorzaakt schade op sommige plekken. In Middelkerke en Deurne (Antwerpen) worden windstoten tot 111 km/u gemeten.
- 1995 - In Koksijde loopt de maximumtemperatuur op tot 18,8 °C.

<< · 1 · 2 · 3 · 4 · 5 · 6 · 7 · 8 · 9 · 10 · 11 · 12 · 13 · 14 · 15 · 16 · 17 · 18 · 19 · 20 · 21 · 22 · 23 · 24 · 25 · 26 · 27 · 28 · 29 · 30 · >>